# Astrocottus
Astrocottus is een geslacht van straalvinnige vissen uit de familie van donderpadden (Cottidae).

## Soorten
- Astrocottus leprops Bolin, 1936
- Astrocottus matsubarae Katayama, 1942
- Astrocottus oyamai Watanabe, 1958
- Astrocottus regulus Tsuruoka, Maruyama & Yabe, 2008